# Jan Palfijn
Jan Palfijn, född 28 november 1650 i Kortrijk, död 21 april 1730 i Gent, var en belgisk kirurg och anatom.
Palfijn blev 1708 professor i Gent. Han dog fattig och glömd, trots att han inte långt förut gjort en uppfinning av epokgörande vikt, nämligen en förlossningstång, vilken uppfinning han delgav Parisakademien 1723, då han vistades i Paris för att ombesörja en ny upplaga av sin lärobok i anatomi, Anatomie du corps humain, avec des remarques utiles aux chirurgiens dans la pratique des opérations (1726).